# 1383 Limburgia
1383 Limburgia este un asteroid din centura principală, descoperit pe 9 septembrie 1934, de Hendrik van Gent.